# Caterina Belgica di Nassau
Caterina Belgica di Nassau (Anversa, 31 luglio 1578 – Hanau, 12 aprile 1648) fu una principessa di Orange e contessa consorte di Hanau-Münzenberg.

## Biografia
Era figlia di Guglielmo I d'Orange, e della sua terza moglie, Carlotta di Borbone-Montpensier. 
Dopo che suo padre fu assassinato nel 1584, sua zia Caterina la portò ad Arnstadt, mentre la maggior parte delle sue sorelle furono cresciute da Louise de Coligny. Sua sorella maggiore Luisa Giuliana avrebbe in seguito criticato l'educazione luterana di Caterina.

## Matrimonio
Nel 1596 sposò a Dillenburg Filippo Luigi II di Hanau-Münzenberg. Ebbero dieci figli:
- Carlotta Luisa (1597–1649);
- una figlia (1598);
- Filippo Ulrico (1601-1604);
- Amalia Elisabetta (1602–1651), che sposò Guglielmo V d'Assia-Kassel;
- Caterina Giuliana (1604–1668), che sposò Alberto Ottone II di Solms-Laubach;
- Filippo Maurizio (1605–1638);
- Guglielmo Reinardo (1607–1630);
- Enrico Luigi (1609–1632);
- Federico Luigi (1610-1628);
- Giacomo Giovanni (1612–1636).

Dopo la morte del marito nel 1612 divenne reggente per conto del figlio Filippo Maurizio.
Quando l'imperatore Ferdinando II d'Asburgo chiese di poter passare attraverso l'Hanau lei rifiutò. I suoi territori vennero allora invasi dalle truppe imperiali nel 1621. Nel 1626 suo figlio assunse le redini del governo.

## Antenati
|                                     |                              |                                      | Genitori                             |  |  | Nonni |  |  | Bisnonni                           |  |  | Trisnonni                            |  |
|                                     |                              |                                      |                                      |  |  |       |  |  | 8. Giovanni V di Nassau-Dillenburg |  |  | 16. Giovanni IV di Nassau-Dillenburg |  |
|                                     |                              |                                      |                                      |  |  |       |  |  | 8. Giovanni V di Nassau-Dillenburg |  |  | 16. Giovanni IV di Nassau-Dillenburg |  |
|                                     |                              | 17. Maria di Loon-Heinsberg          |                                      |  |  |       |  |  | 8. Giovanni V di Nassau-Dillenburg |  |  |                                      |  |
| 4. Guglielmo I di Nassau-Dillenburg |                              |                                      |                                      |  |  |       |  |  | 8. Giovanni V di Nassau-Dillenburg |  |  |                                      |  |
|                                     |                              | 9. Elisabetta d'Assia-Marburg        | 18. Enrico III d'Assia-Marburg       |  |  |       |  |  |                                    |  |  |                                      |  |
|                                     |                              | 9. Elisabetta d'Assia-Marburg        | 18. Enrico III d'Assia-Marburg       |  |  |       |  |  |                                    |  |  |                                      |  |
|                                     |                              | 9. Elisabetta d'Assia-Marburg        | 19. Anna di Ketznelnbogen            |  |  |       |  |  |                                    |  |  |                                      |  |
| 2. Guglielmo I d'Orange             |                              | 9. Elisabetta d'Assia-Marburg        |                                      |  |  |       |  |  |                                    |  |  |                                      |  |
|                                     |                              | 10. Bodo VIII di Solberg-Wernigerode | 20. Enrico IX di Stolberg            |  |  |       |  |  |                                    |  |  |                                      |  |
|                                     |                              | 10. Bodo VIII di Solberg-Wernigerode | 20. Enrico IX di Stolberg            |  |  |       |  |  |                                    |  |  |                                      |  |
|                                     |                              | 10. Bodo VIII di Solberg-Wernigerode | 21. Margherita di Mansfeld           |  |  |       |  |  |                                    |  |  |                                      |  |
| 5. Giuliana di Stolberg             |                              | 10. Bodo VIII di Solberg-Wernigerode |                                      |  |  |       |  |  |                                    |  |  |                                      |  |
|                                     |                              | 11. Anna di Eppstein-Königstein      | 22. Filippo I di Eppstein-Königstein |  |  |       |  |  |                                    |  |  |                                      |  |
|                                     |                              | 11. Anna di Eppstein-Königstein      | 22. Filippo I di Eppstein-Königstein |  |  |       |  |  |                                    |  |  |                                      |  |
|                                     |                              | 11. Anna di Eppstein-Königstein      | 23. Luisa de La Marc                 |  |  |       |  |  |                                    |  |  |                                      |  |
| 1. Caterina Belgica di Nassau       |                              | 11. Anna di Eppstein-Königstein      |                                      |  |  |       |  |  |                                    |  |  |                                      |  |
|                                     | 12. Luigi di Borbone-Vendôme | 24. Giovanni VIII di Borbone-Vendôme |                                      |  |  |       |  |  |                                    |  |  |                                      |  |
|                                     | 12. Luigi di Borbone-Vendôme | 24. Giovanni VIII di Borbone-Vendôme |                                      |  |  |       |  |  |                                    |  |  |                                      |  |
|                                     | 12. Luigi di Borbone-Vendôme | 25. Isabella di Beauvau              |                                      |  |  |       |  |  |                                    |  |  |                                      |  |
| 6. Luigi III di Montpensier         | 12. Luigi di Borbone-Vendôme |                                      |                                      |  |  |       |  |  |                                    |  |  |                                      |  |
|                                     |                              | 13. Luisa di Borbone-Montpensier     | 26. Gilberto di Borbone-Montpensier  |  |  |       |  |  |                                    |  |  |                                      |  |
|                                     |                              | 13. Luisa di Borbone-Montpensier     | 26. Gilberto di Borbone-Montpensier  |  |  |       |  |  |                                    |  |  |                                      |  |
|                                     |                              | 13. Luisa di Borbone-Montpensier     | 27. Chiara Gonzaga                   |  |  |       |  |  |                                    |  |  |                                      |  |
| 3. Carlotta di Borbone-Montpensier  |                              | 13. Luisa di Borbone-Montpensier     |                                      |  |  |       |  |  |                                    |  |  |                                      |  |
|                                     |                              | 14. Giovanni IV di Longwy            | 28. Filippo di Longvy                |  |  |       |  |  |                                    |  |  |                                      |  |
|                                     |                              | 14. Giovanni IV di Longwy            | 28. Filippo di Longvy                |  |  |       |  |  |                                    |  |  |                                      |  |
|                                     |                              | 14. Giovanni IV di Longwy            | 29. Giovanna di Bauffremont          |  |  |       |  |  |                                    |  |  |                                      |  |
| 7. Giacomina di Longwy              |                              | 14. Giovanni IV di Longwy            |                                      |  |  |       |  |  |                                    |  |  |                                      |  |
|                                     |                              | 15. Giovanna d'Angoulême             | 30. Carlo di Valois-Angoulême        |  |  |       |  |  |                                    |  |  |                                      |  |
|                                     |                              | 15. Giovanna d'Angoulême             | 30. Carlo di Valois-Angoulême        |  |  |       |  |  |                                    |  |  |                                      |  |
|                                     |                              | 15. Giovanna d'Angoulême             | 31. Antonietta di Polignac           |  |  |       |  |  |                                    |  |  |                                      |  |
|                                     |                              | 15. Giovanna d'Angoulême             |                                      |  |  |       |  |  |                                    |  |  |                                      |  |